# Acaraú
Acaraú é um município do estado do Ceará, no Brasil, localizando-se próximo à foz do rio de mesmo nome e a 238 km de Fortaleza, com acesso pela rodovia CE-085, mas também há acessos pelas rodovias BR-222, CE-354 e pelas BR 402 e 403.

## Etimologia
A origem do topônimo "Acaraú" é indígena, existindo pelo menos duas hipóteses sobre seu sentido:
- seria resultado da fusão de acará (garça) e hu (água), significando, portanto, "rio das garças" (Paulinho Nogueira);[5] no entanto, Silveira Bueno[6] traduz acará como cará ou cascudo (o peixe) e u ou y como água ou rio, portanto "rio do cará". Esta interpretação parece também de acordo com Navarro.[7]

## História
A história de ocupação do território do delta do rio Acaraú pelos indígenas tremembés
começou antes da chegada dos portugueses à região, no século XVI.

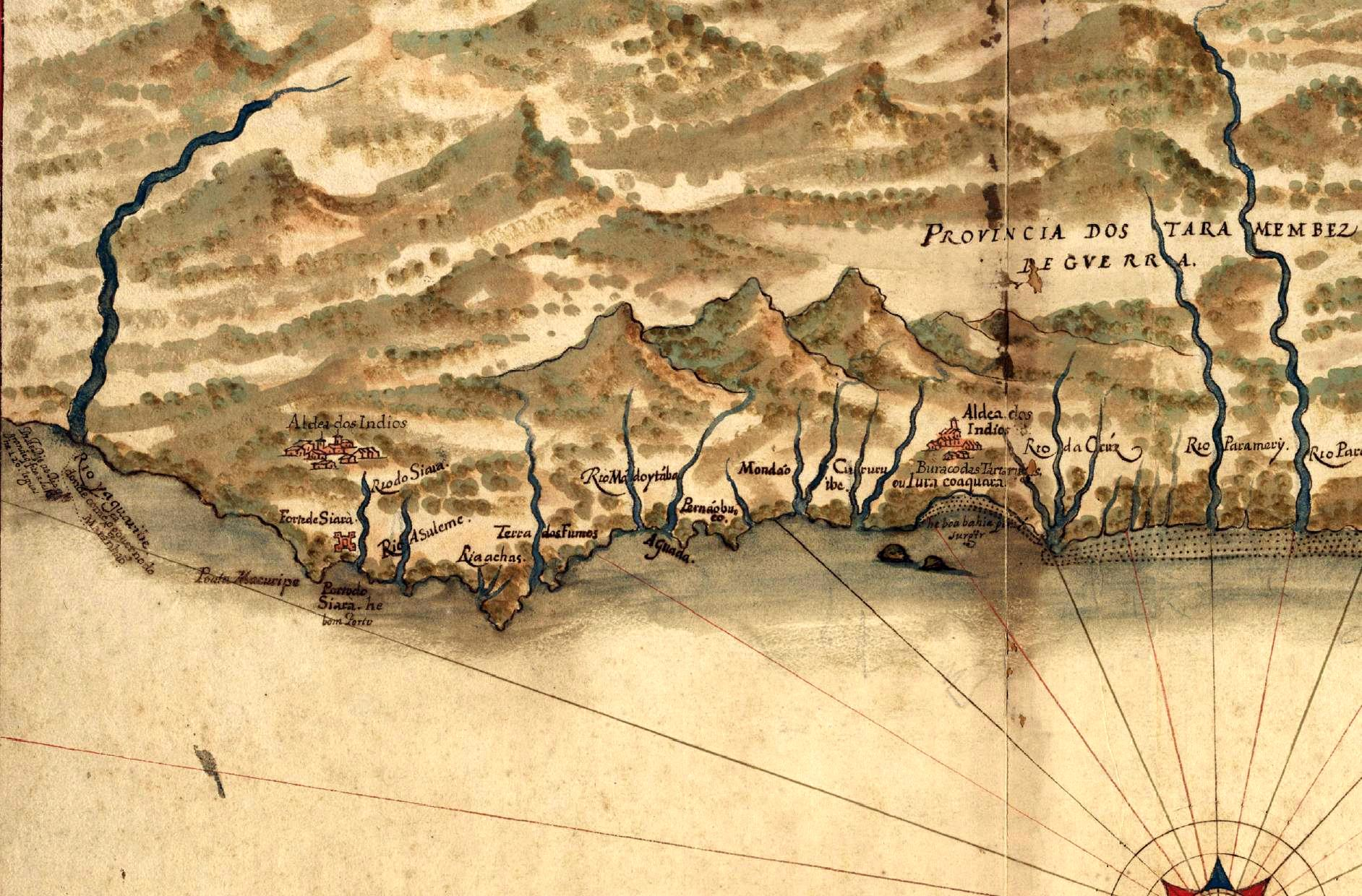
Mapa do costa do Ceará em 1629

Os portugueses fizeram um reconhecimento completo da região, bem como a usaram como base de apoio para a ocupação do litoral e como base de apoio para confrontos militares com os franceses, que ocupavam o Maranhão. Deste momento histórico existem várias cartas topográficas datadas dos séculos XVII.
Em 1690, os jesuítas assentam alguns indígenas Tremembés na Foz do Rio Acaraú. Por ser um povo guerreiro, sua resistência atrapalhava a ocupação portuguesa no litoral norte do Ceará, por isso, foram agrupados pelos jesuítas em uma tentativa de pacificação. Posteriormente, o aldeamento seria realocado para o leste, no atual distrito de Almofala (Itarema).
Já o início do povoamento e a implementação econômica às margens do Rio Acaraú pelos portugueses aconteceu com a chegada de fugitivos das guerras com os holandeses oriundos de Pernambuco, Paraíba e Rio Grande do Norte no século XVII; através das entradas dos Sertões de Fora; com a instalação da pecuária e a produção do charque na capitania do Ceará, no século XVIII.
O primitivo núcleo da Barra do Acaracu serviu de ancoradouro a pequenas embarcações e, depois, passou a chamar-se Porto dos Barcos de Acaracu. É o marco inicial do que, mais tarde, viria a ser a cidade de Acaraú. Antes do povoado da Barra do Acaracu, alguns quilômetros ao norte e também à margem direita do rio, que ficou conhecido como Presídio.
No século XVIII, em 22 de setembro de 1799, o povoado foi elevado à categoria de distrito de Acaracu da vila de Sobral. Já sua elevação à categoria de vila do Acaracu, com o distrito já desmembrado da jurisdição de Sobral, ocorreu segundo Lei 480, de 31 de julho de 1849, tendo sido instalada a 5 de fevereiro de 1851. A fundação do município de Acaraú data de 31 de julho de 1849. O título de município, já com a denominação atual de Acaraú, ocorreu segundo a lei provincial 2 019, de 19 de setembro de 1882.
A freguesia foi criada pelo decreto geral de 5 de setembro de 1832, com a transferência para a povoação da Barra do Acaraú da freguesia da Igreja de Nossa Senhora da Conceição de Almofala, antiga missão dos indígenas tremembés.

## Geografia
Apresentando uma vegetação costeira, os principais recursos hídricos são o Rio Acaraú e as lagoas de Guriu, Caiçara e Jijoca. As principais elevações são: Enseada de Timbaú, Serrote e Ponta de Jericoacoara. Apresenta clima é tropical atlântico, com índice pluviométrico anual de 1 175 milímetros (mm), concentrados entre janeiro e maio.
Segundo dados do Instituto Nacional de Meteorologia (INMET), referentes ao período de janeiro de 1961 a junho de 1963, março de 1976 a dezembro de 1980 e janeiro de 1982 a março de 2011 a menor temperatura registrada em Acaraú foi de 15,1 °C em seis ocasiões, a última em 15 de março de 1962 e as demais em 1961, nos meses de fevereiro (dia 3), março (13, 15 e 27) e abril (12), e a maior atingiu 36,7 °C em 2 de fevereiro de 2005. O maior acumulado de precipitação em horas foi de 180,2 mm em 29 de março de 1992. Outros acumulados ou iguais ou superiores a 150 mm foram: 171,5 mm em 9 de fevereiro de 2004, 169,1 mm em 25 de março de 1986, 151 mm em 24 de março de 2003 e 150,1 mm em 14 de abril de 2000. Março de 1963 foi o mês de maior precipitação, com 1 020 mm.
| Dados climatológicos para Acaraú | Dados climatológicos para Acaraú | Dados climatológicos para Acaraú | Dados climatológicos para Acaraú | Dados climatológicos para Acaraú | Dados climatológicos para Acaraú | Dados climatológicos para Acaraú | Dados climatológicos para Acaraú | Dados climatológicos para Acaraú | Dados climatológicos para Acaraú | Dados climatológicos para Acaraú | Dados climatológicos para Acaraú | Dados climatológicos para Acaraú | Dados climatológicos para Acaraú |
| Mês | Jan                              | Fev                              | Mar                              | Abr                              | Mai                              | Jun                              | Jul                              | Ago                              | Set                              | Out                              | Nov                              | Dez                              | Ano                              |
| --- | -------------------------------- | -------------------------------- | -------------------------------- | -------------------------------- | -------------------------------- | -------------------------------- | -------------------------------- | -------------------------------- | -------------------------------- | -------------------------------- | -------------------------------- | -------------------------------- | -------------------------------- |
| Temperatura máxima recorde (°C) | 36,5                             | 36,7                             | 35,9                             | 34,6                             | 34,8                             | 35                               | 35,2                             | 36,4                             | 36,4                             | 35,7                             | 36,6                             | 35,8                             | 36,7                             |
| Temperatura máxima média (°C) | 31,7                             | 31,1                             | 30,7                             | 30,6                             | 31,3                             | 31,6                             | 32,2                             | 32,7                             | 32,9                             | 32,8                             | 32,8                             | 32,8                             | 31,9                             |
| Temperatura mínima média (°C) | 23,4                             | 23,4                             | 23,3                             | 23,3                             | 23                               | 22,3                             | 21,9                             | 22,4                             | 23,1                             | 23,3                             | 23,3                             | 23,6                             | 23                               |
| Temperatura mínima recorde (°C) | 17,7                             | 15,1                             | 15,1                             | 15,1                             | 16,9                             | 17,7                             | 18,4                             | 19,2                             | 17,9                             | 16,6                             | 18,3                             | 19,5                             | 15,1                             |
| Precipitação (mm) | 113,5                            | 173,1                            | 321,1                            | 308,9                            | 142,3                            | 64,6                             | 25,1                             | 5,3                              | 2,3                              | 2,1                              | 2,5                              | 14,5                             | 1 175,3                          |
| Dias com precipitação (≥ 1 mm) | 9                                | 13                               | 19                               | 19                               | 12                               | 7                                | 4                                | 1                                | 1                                | 1                                | 1                                | 2                                | 89                               |
| Umidade relativa compensada (%) | 81,6                             | 83,9                             | 87,8                             | 89,1                             | 87,7                             | 84,4                             | -                                | 74,3                             | 76,3                             | 76,8                             | 76,2                             | 77,6                             | -                                |
| Insolação (h) | 202,7                            | 164,5                            | 151                              | 153,3                            | 203,7                            | 237                              | 262,1                            | 291,4                            | 289,5                            | 304,9                            | 288,7                            | 266,2                            | 2 815                            |
| Fonte: Instituto Nacional de Meteorologia (INMET) (normal climatológica de 1981-2010; recordes de temperatura: 01/01/1961 a 30/06/1963, 04/03/1976 e 31/12/1980 e 01/01/1982 e 17/03/2011) |                                  |                                  |                                  |                                  |                                  |                                  |                                  |                                  |                                  |                                  |                                  |                                  |                                  |

## Povos Indígenas do Acaraú
Atualmente, o município possui indígenas de etnia Tremembé,  os mesmos povos que ocuparam a área do município antes da colonização, até serem expulsos pelos europeus. Se dividem em três territórios, a comunidade de Queimadas, a de Aroeira e a comunidade do Córrego João Pereira, as duas primeiras ainda lutam pelo reconhecimento de sua terra, mas a comunidade do córrego se tornou a primeira Terra Indígena reconhecida no estado do Ceará. Chegaram na região a partir de 1888, originários das famílias indígenas que haviam sido agrupadas pelos jesuítas na "Aldeia do Cajueiro" (Almofala), desde o século XVIII.

## Educação

### Ensino básico
Acaraú sedia a Coordenadoria Regional de Desenvolvimento da Educação (CREDE-3), que engloba também Bela Cruz, Cruz, Itarema, Jijoca de Jericoacoara, Marco e Morrinhos. As principais instituição de ensino estadual são: EEEP Marta Maria Giffoni de Sousa, EEMTI Maria Alice Ramos Gomes, EEM Tomaz Pompeu de Sousa Brasil, CEJA Padre Antônio Tomás, EEMTI Maria Conceição de Araújo, EEMTI Vicente de Paulo da Costa, EEMTI Geraldo Benoni Gomes Silveira, EIT de Queimadas e EIT Francisco Sales Nascimento.

### Ensino superior
No ano de 2010, foi inaugurado o Campus do Instituto Federal de Educação, Ciência e Tecnologia do Ceará (IFCE) em Acaraú. Atualmente, a instituição de ensino oferta os cursos de ensino superior de Ciências Biológicas (Licenciatura) e Física (Licenciatura); especialização em Meio Ambiente e Desenvolvimento Regional e os cursos técnicos em Aquicultura, Pesca, Construção Naval, Restaurante e bar, Eventos e Meio Ambiente.

Recentemente, foi anunciada a instalação de um Campus da Universidade Estadual Vale do Acaraú (UVA) no Município, com a oferta inicial dos cursos de Bacharelado em Agronomia e Licenciatura em Pedagogia.